# Amandititita
Amanda Lalena Escalante Pimentel (Tampico, Tamaulipas, 3 de agosto de 1979), conocida como Amandititita, es una cantante y compositora mexicana. 
Autoproclamada como intérprete de «anarcumbia», se especializa en el género de cumbia combinando otros subgéneros como el novelty y la alternativa, e incorporando sátiras a algunas de sus composiciones para burlarse o criticar temas sociales de la cultura mexicana.

## Primeros años
Amanda Lalena Escalante Pimentel nació el 3 de agosto de 1979 en Tampico, Tamaulipas, siendo hija del cantante Rockdrigo y de Mireya Escalante Pimentel. Sus padres nunca estuvieron casados.
El 19 de septiembre de 1985, su papá falleció junto a su novia en los derrumbes del terremoto en México de ese año, cuando el departamento que los dos compartían se desplomó por los movimientos telúricos.

## Carrera

### 2006-2013: éxito inicial
Pimentel inició su carrera en 2006, incursionando brevemente como actriz con un papel secundario en la película Drama/Mex. Dos años después, en 2008, dirigió su carrera hacia la música y atrajo la atención pública al autoproclamarse como cantante de «AnarCumbia», un estilo que ella misma creó y que comentó que era enteramente urbano, mezclando géneros como el rock, el reggae, el rap, y la cumbia mexicana. Luego de firmar un contrato discográfico con Sony-BMG y adoptar el nombre de Amandititita, a inicios del mismo año lanzó su primer álbum, La reina de la anarcumbia. El sencillo, «La muy muy», incluido en dicho álbum, llegó a las listas de Billboard, logrando llegar a la posición número 49 de popularidad el 10 de octubre.
El 27 de octubre de 2009, lanzó su segundo álbum, titulado La Descarada.

### 2013-presente: proyectos posteriores
En noviembre de 2013, lanzó Mala fama, su tercer disco, en el que incorporó un estilo de cumbia combinado con pop moderno. En 2015, apareció como invitada musical en el programa de lucha libre profesional estadounidense, Lucha Underground. El mismo año, publicó un libro titulado Trece latas de atún. Tras cuatro años alejada de la música, en 2019, regresó a la escena discográfica con su cuarto álbum, Pinche amor.
En febrero de 2020, colaboró con la cantante y actriz Sandra Echeverría para lanzar el sencillo «De mejores corazones me han corrido». En marzo de 2023, lanzó el sencillo «Gato», en el que hizo una crítica al consumismo. En julio, su canción de 2008 «La mataviejitas», en la cual retrata satíricamente el caso de la asesina serial mexicana Juana Barraza Samperio, resurgió y renovó su éxito gracias a que fue utilizada en La Dama del Silencio: El caso Mataviejitas, un documental producido por la plataforma de streaming estadounidense Netflix, en el que se habló sobre el caso de la antedicha criminal.
En julio de 2024, publicó un audiolibro biográfico sobre su vida y carrera titulado, El propósito de la oscuridad.

## Vida personal
En julio de 2009, contrajo matrimonio con Ulises Lozano, un tecladista de la banda de rock Kinky. Como parte de su unión, legalmente se convirtió en madrastra del hijo de Lozano, el cual había procreado en una relación previa a su casamiento con ella. Sin embargo, tiempo después la artista declaró que en lugar de volverse una imagen materna, tomó el lugar de una amiga para poder conectar con él, además de añadir que no quería tener hijos propios.
A inicios de octubre de 2011, su madre falleció a causa de cáncer de mama.
En mayo de 2019, denunció un acto de racismo y discriminación del que fue víctima cuando asistió a un restaurante italiano localizado en Coyoacán, donde uno de los trabajadores de origen italiano la atacó verbalmente y la corrió del lugar por vestir un mandil, luego de confundirla con una vendedora ambulante de origen indígena. Un año después, en 2020, utilizó sus redes sociales para hacer frente a los ataques discriminatorios de los que fue víctima antes y después de dicho evento, los cuales comentó que llegaron a lastimarla emocionalmente y fueron ejemplificados en televisión nacional mexicana por presentadores como Alex Kaffie, Horacio Aquiles Villalobos, y Gustavo Adolfo Infante, haciendo énfasis en las parodias que Villalobos solía hacerle en las que la llamaba «india».

## Discografía

### Álbumes de estudio
| Año  | Título                    | Discográfica                                   |
| 2008 | La reina de la anarcumbia | Sony BMG Music Entertainment                   |
| 2009 | La descarada              | Sony Music, WestWood Entertainment             |
| 2013 | Mala fama                 | Terricolas Imbeciles, Kin Kon Records, Prodisc |
| 2019 | Pinche amor               | Kin Kon Records, Alternativa Representa        |

### Álbumes recopilatorios
| Año         | Título              | Discográfica                                      |
| Desconocido | La descarada        | TNT Records, Inc.                                 |
| 2008        | Day 1 Entertainment | Sony BMG Music Entertainment, DAY 1 Entertainment |

### Sencillos
| Año  | Título                                                    | Discográfica                 |
| 2008 | Metrosexual                                               | Sony BMG Music Entertainment |
| 2008 | La muy muy                                                | Sony BMG Music Entertainment |
| 2008 | Amandititita en colaboración con Don Cheto – El muy muy   | Sony BMG Music Entertainment |
| 2009 | Odio a mi jefe                                            | Sony Music                   |
| 2009 | La cuesta de enero                                        | Sony BMG Music Entertainment |
| 2009 | Cuánta Navidad                                            | Sony BMG Music Entertainment |
| 2011 | La criada                                                 | Kin Kon Records              |
| 2013 | Eres un mamón                                             | Kin Kon Records              |
| 2017 | De Ecatepec a Atizapán                                    | Kin Kon Records              |
| 2018 | Te odio y te quiero                                       | Kin Kon Records              |
| 2018 | Brillando                                                 | Kin Kon Records              |
| 2018 | Te esperé                                                 | Kin Kon Records              |
| 2019 | Reparando el corazón                                      | Kin Kon Records              |
| 2020 | Chiquis* X Amandititita – Ticket de salida                | UMG Recordings, Inc.         |
| 2020 | De mejores corazones me han corrido                       | Kin Kon Records              |
| 2021 | Amandititita, Pato Machete, Tittsworth – Cumbiar al mundo | Kin Kon Records              |
| 2021 | Frágil                                                    | Kin Kon Records              |
| 2023 | Gato                                                      | Kin Kon Records              |
| 2023 | Mi querer                                                 | Kin Kon Records              |

## Filmografía

### Cine
| Año  | Título    | Papel          | Notas        |
| ---- | --------- | -------------- | ------------ |
| 2006 | Drama/Mex | No falla chica |              |
| 2011 | Libertad  | Desconocido    | Cortometraje |

### Televisión
| Año  | Título                              | Papel      | Notas                        |
| ---- | ----------------------------------- | ---------- | ---------------------------- |
| 2010 | Historias engarzadas - Amandititita | Ella misma | Entrevista biográfica        |
| 2013 | La pura verdad                      | Ella misma | Invitada, programa de ADN 40 |
| 2015 | Lucha Underground                   | Ella misma | Invitada en acto musical     |